# Gen-art
Gen-Art een kunstvorm waarbij het idee waaruit het kunstwerk is ontstaan voortkomt uit het genetica en genomics onderzoek. De standpunten ten opzichte van genetica zijn veelal kritisch, maar vervullen ook een agenderings en emancipatie functie. 

## Motivatie
De gen-art geeft op haar eigen manier inzicht in biologisch en genetisch onderzoek. Gen-art prikkelt en maakt hiermee aspecten van de genetica en genomics onderzoek bespreekbaar. De makers van gen-art zijn gefascineerd door complexiteit en schoonheid van het (menselijk) genoom en / of uiten hun bezorgdheid over de maatschappelijke gevolgen van genetisch onderzoek.
Robin Held, de curator van de expositie: "Gene(sis): Contemporary Art Explores Human Genomics". Zegt hier in een interview met New York Times het volgende over: "The goal isn't to translate scientific concepts for a lay audience but to ask where those concepts are taking all of us, do we trust those concepts, how do artist respond and how should we respond?"

## Thema's
- Maakbaarheid van leven
- Herwaardering van identiteit en authenticiteit: Welke invloed heeft het genoom onderzoek op de menselijke identiteit, wordt is zijn door deze kennis gereduceerd tot de causale gevolgen van onze genen of is er nog ruimte voor een eigen identiteit?
- Maatschappelijke gevolgen van het genoom onderzoek: Naarmate de wetenschappelijke kennis over het menselijke genoom toeneemt maken steeds meer mensen zich zorgen over de maatschappelijk gevolgen van deze kennis. Kunstenaars binnen de gen-art stellen hierover vragen zoals: Wat betekent het als je werkgever, je verzekeringsmaatschappij of je toekomstige liefde inzicht kunnen krijgen in jouw genen? Als je de mogelijkheid hebt om de gene van je toekomstige kroost aan te passen aan jouw wensen, zou je dat dan doen? En als de genetica er voor gaat zorgen dat we ouderdomsziektes zoals de ziekte van Alzheimer de baas worden, wat betekent dit dan voor onze oude dag?
- DNA: De structuur van DNA: de dubbele helix, is een inspiratie voor veel creatieve werken gebleken.

## Werken

### GFP Bunny-project - Edoucado Kac
Het GFP Bunny-project is een kunstproject waarbij kunstenaar Edoucardo Kac de genen van een konijn dusdanig aangepast heeft dat het konijn groen fluorescerend is geworden. GFP staat voor Green Fluorescent Protein. In 2000 werd Alba geboren. Alba is een konijn waarvan de genen dusdanig zijn aangepast dat het groen fluorescerend oplicht als het met een blauwig licht wordt beschenen. Haar genen zijn aangepast met behulp van een versterkte versie van het, in de vrije natuur voorkomende, gen van de kwal Aequorea victoria.
Louis-Marie Houdebine en Patrick Brunet hebben als wetenschappers aan dit project meegewerkt. Het project werd in 2000 uitgevoerd en is voor het eerst geëxposeerd in Avignon in Frankrijk. Eduardo Kac gebruikt voor zijn werk de term "Transgentic Art"

### Sir John Sulston -Marc Quinn
Een portret van John Sulston welke een belangrijke rol heeft gespeeld in het Human Genome Project.  Het portret is een afdruk van bacterie kolonies die stukjes DNA bevatten die afkomstig zijn van Sulston zijn spermacellen.

### DNA garden -Marc Quinn
Het werk DNA garden is opgebouwd uit bacteriekolonies waartussen zich DNA monsters van 75 plantensoorten en 2 mensen bevinden. Met dit werk bespreekt hij de nadruk die wordt gelegd op de genetische overeenkomsten tussen de mens en andere levensvormen.

### Het SymbioticA project
Symbiotica is de naam van een artistiek onderzoekslaboratorium aan de faculteit biologie en menswetenschappen aan de Australische Nedlands Universiteit. Het onderzoekslaboratorium onderzoek de artistieke mogelijkheden van kennis voortgekomen uit de biowetenschappen. 

### Pig Wings - SymboticA
In dit project heeft de SymbioticA onderzoeksgroep uit de beenmergcellen van een varken vleugeltjes laten groeien. Zij hebben de vleugelvorm van een vogel, vleermuis en perosauriër laten groeien. Deze drie vormen staan voor "de drie oplossingen die de evolutie gegeven heeft voor het probleem vliegen" aldus de makers.

### DNA-Art
DNA-Art is de naam van een commercieel kunstproject waar klanten een "kunstwerk" gebaseerd op het eigen DNA kunnen kopen. Bijvoorbeeld een uitvergrote foto van het bandenpatroon van een specifieke stuk van je eigen DNA.

## Namen
- David (kunst)
- Laura Cinti
- Marion Laval-Jeantet
- Mark Dion
- Marc Quinn
- Edouardo Kac
- Symbiotica : Oron Catts, Ionat Zurr, Guy Ben Ary
- Suzanne Anker

- De Henry Art Gallery in Seattle opende in april 2002 haar tentoonstelling: "Gene(sis): Contemporary Art Explores Human Genomics.

- De Koninklijke Academie van de Beeldende Kunsten in Den Haag heeft een Opleiding Genetisch Ontwerpen